# Die with a Smile
«Die with a Smile» (с англ. — «Умереть с улыбкой») — песня американских певцов Леди Гаги и Бруно Марса. Она была выпущена 16 августа 2024 года на лейблах Streamline и Interscope Records, первоначально как отдельный сингл, но позже вошла в альбом Гаги Mayhem (2025). Песня была написана Марсом, Гагой, Дернстом «D’Mile» Эмилем II, Эндрю Уоттом и Джеймсом Фонтлероем, а продюсированием занимались первые четверо.
Сотрудничество стало результатом того, что Марс пригласил Гагу в свою студию, где он работал над новой музыкой. Марс представил Гаге готовый трек, и дуэт закончил написание и запись песни в тот же день. Одновременно с треком было выпущено сопровождающее музыкальное видео, снятое Марсом и Дэниелом Рамосом, в котором дуэт исполняет песню на ретро-сцене.
Песня «Die with a Smile» заняла первое место в чартах США, Малайзии, Новой Зеландии, Сингапура и в чарте Billboard Global 200, который возглавляла 18 рекордных недель. Кроме того, песня вошла в топ-10 в Австралии, Боливии, Канаде, Хорватии, Дании, Гонконге, Исландии, Ирландии, Латвии, Люксембурге, на Ближнем Востоке и в Северной Африке, Нидерландах, Норвегии, Парагвае, Перу, Филиппинах, Португалии, Швеции, Швейцарии, Тайване, Великобритании, а также в топ-20 в Бразилии, Сальвадоре, Панаме и Сан-Марино. Песня получила положительные отзывы критиков, которые высоко оценили вокал и слаженность обоих исполнителей.
Песня «Die with a Smile» также номинирована на 67-ю премию Грэмми в категориях За лучшую песню года и За лучшее выступление поп-дуэта/группы и победила в последней.

## История
Впервые артисты выступили вместе на показе мод Victoria’s Secret Fashion Show 30 ноября 2016 года. В июне 2024 года Марс признался, что хотел бы посотрудничать с Леди Гагой над песней или «спеть с ней в ее резиденции в Лас-Вегасе».
В пресс-релизе Гага заявила: «Мы с Бруно очень уважаем друг друга и говорили о сотрудничестве». Она рассказала, что сотрудничество возникло во время записи ее предстоящего студийного альбома в Малибу. Однажды вечером, после долгого дня, Марс пригласил Гагу в свою студию, чтобы послушать музыку, над которой он работал, и представил ей трек. Она была «в восторге», когда услышала, над чем он работает. Дуэт закончил написание и запись песни в ту же ночь. Гага описала талант Марса как «не поддающийся объяснению» и «нового уровня», а Марс добавил, что Гага сделала песню «волшебной».
12 августа Марс и Гага начали следить друг за другом в Instagram. В тот же день Гага разместила серию эмодзи в Instagram Марса с его гастрольной остановки в Мехико. 13 августа Гага поделилась видео, на котором она играет несколько аккордов песни на фортепиано. Во время видео она была одета в футболку с лицом Марса. На следующий день Марс опубликовал фотографию в футболке с лицом Гаги.

## Релиз
Ранее в журнале Hits появилось сообщение о сотрудничестве Гаги и Марса, в котором раскрывалось название песни. «Die with a Smile» была официально объявлена спустя несколько дней, 15 августа. На сопроводительной иллюстрации артисты одеты в красно-синие «западные» наряды в стиле кантри, Гага курит сигарету, а Марс носит ковбойскую шляпу . Представители Гаги подтвердили, что песня будет самостоятельным синглом, а сама Гага добавила в своем Instagram, что она служит новым контентом для поклонников, пока они «ждут LG7», ее грядущего седьмого студийного альбома. Кроме того, Эндрю Уотт в интервью Rolling Stone рассказал, что песня всегда предназначалась для Mayhem.

## Композиция
«Die with a Smile» — песня в стиле софт-рок. В ней прослеживается эмоциональный стиль поп- и соул-баллады. Ее сравнивают с совместным проектом Марса и Андерсона .Paak, Silk Sonic. Критики считают, что звучание ближе к софт-року 1970-х годов. Джои Нолфи из Entertainment Weekly охарактеризовал песню как «духовное продолжение» сингла Гаги 2018 года «Shallow».

## Отзывы
Песня «Die With A Smile» была высоко оценена критиками. Робин Мюррей из журнала Clash поставил песне восемь из десяти звезд, назвав ее «данью уважения пышным дуэтам 70-х», которая «также кажется глубоко современной». Он добавил, что «оба артиста блистают, но здесь есть несомненная химия, которая позволяет „Die With A Smile“ иметь свой собственный характер». Мюррей отметил, что «в этом последнем сингле чувствуется взаимное уважение, и оба артиста подталкивают друг друга к разным пространствам», и сказал, что «местами она кэмповая, но это простое буйное веселье и напускная красочность — основная композиция остается нетронутой и дергает за сердечные струны». Он заключил, что это сотрудничество — «неожиданный триумф, который опирается на сильные стороны обоих артистов, прежде чем представить что-то новое». Джейк Вишванат из Bustle написал, что песня «сочетает эмоциональные поп-мелодии Гаги с влиянием R&B старой школы Марса», с пристрастием «пронзительной инструментальной обработки», превращаясь в «ошеломляюще романтичную и опустошающую» песню, которая «изображает двух влюбленных, которые хотят пережить свои последние мгновения друг с другом».
Питер Келлман, написавший рецензию для Music Talkers, назвал совместную работу «душевным шедевром». Consequence дал в целом положительную рецензию: «оба артиста звучат великолепно — вокальная партия Гаги в начале куплета просто идеальна! — и, как отметил Паоло, продюсирование от Эндрю Уотта как всегда на высоте. И в конце концов, новая, совершенно прекрасная музыка от Леди Гаги лучше, чем отсутствие новой музыки от Гаги вообще».
Rolling Stone высоко оценил их голоса: «Парящий вокал дуэта, продемонстрированный в полной мере». Пол Грейн, написавший рецензию для Billboard, назвал песню «созданной на небесах Грэмми» и «мгновенной сенсацией». The New York Times назвал песню «романтичным, слегка апокалиптическим медленным танцем, который предлагает обоим возможность оторваться по полной». Vulture высказал мнение, что «для мощной баллады между двумя звездами она по-настоящему скромна — их голоса не конкурируют, а переплетаются и возвышают друг друга, причем Гага отлично передает отчетливо ровные мелодии Бруно в стиле соул». The Independent назвал ее «нежной, чуткой песней о любви, которая очень хорошо подходит и Гаге, и Марсу».

## Награды и номинации
| Организация                        | Год  | Категория                               | Результат | Ссылка        |
| ---------------------------------- | ---- | --------------------------------------- | --------- | ------------- |
| MTV Europe Music Awards            | 2024 | Best Collaboration                      | Номинация | [ 24 ] [ 25 ] |
| Musa Awards                        | 2024 | International Anglo Song of the Year    | Победа    | [ 26 ]        |
| Musa Awards                        | 2024 | International Collaboration of the Year | Победа    | [ 26 ]        |
| NRJ Music Awards                   | 2024 | International Collaboration of the Year | Победа    | [ 27 ] [ 28 ] |
| RTHK International Pop Poll Awards | 2024 | Top Ten International Gold Songs        | Победа    | [ 29 ]        |
| Grammy Awards                      | 2025 | Song of the Year                        | Номинация | [ 30 ]        |
| Grammy Awards                      | 2025 | Best Pop Duo/Group Performance          | Победа    | [ 30 ]        |
| iHeartRadio Music Awards           | 2025 | Best Collaboration                      | Победа    | [ 31 ]        |
| iHeartRadio Music Awards           | 2025 | Best Music Video                        | Номинация | [ 31 ]        |
| ASCAP Pop Music Awards             | 2025 | Most Performed Songs                    | Победа    | [ 32 ]        |
| American Music Awards              | 2025 | Song of the Year                        | Номинация | [ 33 ] [ 34 ] |
| American Music Awards              | 2025 | Collaboration of the Year               | Победа    | [ 33 ] [ 34 ] |
| American Music Awards              | 2025 | Favorite Pop Song                       | Номинация | [ 33 ] [ 34 ] |
| American Music Awards              | 2025 | Favorite Music Video                    | Победа    | [ 33 ] [ 34 ] |
| Nickelodeon Kids' Choice Awards    | 2025 | Favorite Music Collaboration            | Ожидается | [ 35 ]        |
| MTV Video Music Awards             | 2025 | Video of the Year                       | Ожидается | [ 36 ]        |
| MTV Video Music Awards             | 2025 | Song of the Year                        | Ожидается | [ 36 ]        |
| MTV Video Music Awards             | 2025 | Best Collaboration                      | Ожидается | [ 36 ]        |
| MTV Video Music Awards             | 2025 | Best Pop                                | Ожидается | [ 36 ]        |

## Коммерческий успех
Billboard сообщил, что сингл «Die With a Smile» был продан в количестве более 14 000 цифровых копий в США за первые четыре дня после выхода. Трек достиг первого места на Spotify, Apple Music и iTunes в течение недели релиза. Трек дебютировал на третьем месте в чарте Billboard Hot 100 за неделю от 31 августа 2024 года, став 19-м хитом в топ-10 для Марса и 18-м для Гаги. Дуэт также дебютировал на первом месте в чарте цифровых продаж песен Digital Song Sales, став там 10-м чарттоппером Марса и 9-м — Гаги. 11 января 2025 года сингл «Die with a Smile» возглавил Hot 100, став для Леди Гаги и Бруно Марса их 6-м и 9-м чарттоппером, соответственно. Это произошло спустя 20 недель после дебюта «Die With a Smile» на 3-м месте в Hot 100 в конце августа 2024 года. Песня взлетела с 17-го места в Hot 100 после того, как в ноябре в течение четырех недель находилась на 2-м месте.
На второй неделе своего пребывания в чартах песня достигла вершины обоих международных сингловых чартов Billboard Global 200 и «Global Excl. US», став там первым чарттоппером для обоих артистов, собрав более 97 миллионов потоков по всему миру, 30 миллионов из которых были получены только в США. Трек оставался на вершине обоих чартов Global 200 в течение второй недели, на неделе от 14 сентября 2024 года, собрав более 105 миллионов потоков и более 10 000 продаж по всему миру. На четвертой неделе песня вновь оказалась на вершине обоих чартов Global 200, собрав более 111 миллионов потоков и более 9 000 продаж по всему миру. На той же неделе песня вновь вошла в топ-5 Hot 100 под номером 4. На восьмой неделе на первом месте в чарте Global 200 песня собрала 110,3 млн прослушиваний. В течение десяти недель подряд показатель «Die with a Smile» превышал 100 миллионов потоков по всему миру — это самый большой показатель за всю историю чарта. Эта песня стала самой долго находящейся на первом месте в чарте 2024 календарного года. Это единственная песня, которую каждую из одиннадцать недель прослушали более 100 миллионов раз по всему миру.
К 28 апреля «Die with a Smile» провела 18 недель на первом месте в чарте Global 200 и 15 недель на вершине Global Excl. U.S.
20 ноября 2024 года песня «Die with a Smile» установила новый рекорд, став первой песней, достигшей 1 миллиарда потоков на Spotify менее чем за 100 дней. Она достигла этой цели всего за 96 дней, превзойдя предыдущий рекорд Джонгука и Latto на «Seven» (2023), который был достигнут за 108 дней. 10 мая 2025 года песня установила стриминговый рекорд Spotify, лидируя в Spotify Global daily 200 суток (неподряд), превзойдя предыдущий рекорд сингла «Dance Monkey» певицы Tones and I (2019).
В США в чарте Billboard Pop Airplay песня достигла вершины, став первым чарттоппером Гаги после «Born This Way» (2011). Песня также стала первым чарттоппером для Бруно Марса после «Finesse» (2016) и десятым номером один в его карьере. Кроме того, Гага стала четвертой исполнительницей, которой удалось занять первое место в каждом из десятилетий 2000-х, 2010-х и 2020-х годов, вслед за Maroon 5, Тейлор Свифт и Майли Сайрус.
Песня дебютировала под номером 7 в UK Singles Chart, став 11-м топ-10 Марса и 15-м Гаги. В течение следующих трех недель песня медленно поднималась в чарте, а на пятой неделе вошла в топ-5 под номером пять. На девятой неделе чарта песня достигла новой вершины — второго места.
В Австралии песня дебютировала под номером 10 в ARIA Singles Chart в чарте от 26 августа 2024 года, став 17-м топ-10 Марса и 15-м Гаги. В других странах сингл дебютировал на вершине чарта в Новой Зеландии и в пределах топ-40 в Финляндии, Литве, Норвегии, Ирландии и Нидерландах. В других странах песня возглавила национальные чарты в Бельгии, Исландии, Индонезии, Израиле, Ливане, Люксембурге, Малайзии, Нидерландах, Португалии, Сингапуре, ЮАР, Швейцарии и Объединенных Арабских Эмиратах.

## Живое исполнение
Гага и Марс впервые исполнили песню вживую 15 августа 2024 года в рамках шоу Марса на открытии Intuit Dome в Лос-Анджелесе. Дуэт был одет в наряды, похожие на те, что они носят в сопровождающих песню визуальных роликах. После того как Марс пригласил Гагу на сцену в рамках шоу на бис, они воспроизвели на сцене музыкальное видео песни, где Марс играл на гитаре, а Гага — на клавишных.

## Музыкальное видео
Гага сообщила в Инстаграм одновременно с анонсом песни, что сопровождающее её музыкальное видео будет выпущено одновременно с треком в 21:00 PDT. В клипе, снятом Марсом и Даниэлем Рамосом, Гага и Марс изображены в синих нарядах, в которых они были на обложке сингла. В клипе дуэт исполняет песню на ретро-сцене телестудии, населенной безликими манекенами, их снимает черно-белая камера. Марс играет на гитаре в ковбойской шляпе, а Гага играет на клавишных, одетая в платье и красное трико.
30 апреля 2025 года количество просмотров клипа на YouTube достигло 1 млрд. Это 10-е видео Марса, присоединившееся к клубу клипов с миллиардом+ просмотров YouTube (Billion Views Club), и четвертое видео Гаги. Это второе видео Марса, достигшее этой отметки в этом году, после его дуэта с Розэ «Apt.», который стал пятым самым быстрым музыкальным видео, достигшим этой отметки в феврале, через 105 дней после его выпуска. (Клип Адели «Hello» остается самым быстрым, набрав 1 миллиард просмотров всего за 87 дней в 2015 году).

## Чарты
| Чарт (2024—2025)                       | Высшая позиция |
| -------------------------------------- | -------------- |
| Австралия (ARIA)                       | 2              |
| Австрия (Ö3 Austria Top 40)            | 2              |
| Бельгия/Фландрия (Ultratop 50)         | 1              |
| Бельгия/Валлония (Ultratop 50)         | 2              |
| Канада (Billboard Canadian Hot 100)    | 1              |
| Канада (Billboard AC)                  | 1              |
| Канада (Billboard CHR/Top 40)          | 3              |
| Канада (Billboard Hot AC)              | 1              |
| СНГ (TopHit)                           | 12             |
| Чехия (Rádio — Top 100)                | 2              |
| Чехия (Singles Digitál Top 100)        | 14             |
| Финляндия (Suomen virallinen lista)    | 12             |
| Германия (GfK)                         | 4              |
| Мир (Billboard Global 200)             | 1              |
| Греция (IFPI)                          | 1              |
| Венгрия (Rádiós Top 40)                | 1              |
| Венгрия (Single Top 40)                | 7              |
| Исландия (Tónlistinn)                  | 1              |
| Индонезия (Billboard)                  | 1              |
| Ирландия (IRMA)                        | 3              |
| Израиль (Media Forest)                 | 1              |
| Япония (Billboard Japan Hot 100)       | 38             |
| Япония Digital Singles (Oricon)        | 18             |
| Япония Hot Overseas (Billboard Japan)  | 11             |
| Ливан (Lebanese Top 20)                | 1              |
| Литва (AGATA)                          | 3              |
| Люксембург (Billboard)                 | 1              |
| Малайзия (Billboard Malaysia Songs)    | 1              |
| Малайзия International (RIM)           | 1              |
| Нидерланды (Dutch Top 40)              | 1              |
| Нидерланды (Single Top 100)            | 1              |
| Новая Зеландия (Recorded Music NZ)     | 1              |
| Норвегия (VG-lista)                    | 1              |
| Португалия (AFP)                       | 1              |
| Республика Корея BGM (Circle)          | 32             |
| Республика Корея Download (Circle)     | 24             |
| Сингапур (RIAS)                        | 1              |
| Словакия (Rádio — Top 100)             | 13             |
| Словакия (Singles Digitál Top 100)     | 5              |
| Швеция (Sverigetopplistan)             | 4              |
| Швейцария (Schweizer Hitparade)        | 1              |
| Китайская Республика (Billboard)       | 4              |
| ОАЭ (IFPI)                             | 1              |
| Великобритания (OCC UK Singles)        | 2              |
| США (Billboard Hot 100) ·              | 1              |
| США (Billboard Adult Contemporary)     | 3              |
| США (Billboard Adult Pop Airplay)      | 1              |
| США (Billboard Dance/Mix Show Airplay) | 17             |
| США (Billboard Pop Airplay)            | 1              |
| США (Billboard Rhythmic)               | 32             |

| Чарт (2024)                          | Позиция |
| ------------------------------------ | ------- |
| Australia (ARIA)                     | 31      |
| Austria (Ö3 Austria Top 40)          | 40      |
| Belgium (Ultratop 50 Flanders)       | 40      |
| Belgium (Ultratop 50 Wallonia)       | 53      |
| Brazil Streaming (Pro-Música Brasil) | 50      |
| Canada (Canadian Hot 100)            | 57      |
| Chile Airplay (Monitor Latino)       | 6       |
| CIS Airplay (TopHit)                 | 64      |
| Denmark (Tracklisten)                | 47      |
| Estonia Airplay (TopHit)             | 39      |
| France (SNEP)                        | 66      |
| Germany (GfK)                        | 71      |
| Global 200 (Billboard)               | 74      |
| Hungary (Rádiós Top 40)              | 40      |
| Iceland (Tónlistinn)                 | 13      |
| Lithuania Airplay (TopHit)           | 44      |
| Netherlands (Dutch Top 40)           | 9       |
| Netherlands (Single Top 100)         | 24      |
| New Zealand (Recorded Music NZ)      | 22      |
| Philippines (Philippines Hot 100)    | 12      |
| Sweden (Sverigetopplistan)           | 74      |
| Switzerland (Schweizer Hitparade)    | 34      |
| UK Singles (OCC)                     | 37      |
| US Billboard Hot 100                 | 62      |
| US Adult Contemporary (Billboard)    | 25      |
| US Adult Top 40 (Billboard)          | 48      |
| Venezuela Rock (Record Report)       | 7       |

## Сертификации
| Регион | Сертификация  | Продажи   |
| --- | ------------- | --------- |
| Австралия (ARIA) | 4× Платиновый | 280 000   |
| Бельгия (BEA) | Золотой       | 20 000    |
| Канада (Music Canada) | Платиновый    | 80 000    |
| Дания (IFPI Danmark) | Платиновый    | 90 000    |
| Франция (SNEP) | Бриллиантовый | 333 333   |
| Италия (FIMI) | Платиновый    | 100 000   |
| Новая Зеландия (RMNZ) | 3× Платиновый | 90 000    |
| Норвегия (IFPI Norway) | Платиновый    | 60 000    |
| Польша (ZPAV) | 2× Платиновый | 100 000   |
| Португалия (AFP) | 2× Платиновый | 20 000    |
| Испания (PROMUSICAE) | Платиновый    | 60 000    |
| Швейцария (IFPI Switzerland) | Платиновый    | 30 000    |
| Великобритания (BPI) | Платиновый    | 600 000   |
| Стриминг |               |           |
| Греция (IFPI Greece) | 2× Платиновый | 4 000 000 |
| Данные о продажах + прослушиваниях приведены только на основе сертификации. · Данные только о прослушиваниях приведены на основе сертификации. |               |           |

### Комментарии
1. ↑  Подчеркивая свое хит-парадное долголетие, Леди Гага присоединилась к избранной компании тех, кто неоднократно становился № 1 в Hot 100 в трех разных десятилетиях, поскольку у неё были хиты номер один в 2020-х годах («Rain on Me») после двух чарттопперов в 2010-х («Just Dance» и «Poker Face») и 2000-х («Born This Way» и «Shallow»). Ранее такого успеха добивались только Джанет Джексон (2000-е, 1990-е, 80-е) и Майкл Джексон (90-е, 80-е, 70-е)[39].